# Шеридан (Вајоминг)
Шеридан (енгл. Sheridan) град је у америчкој савезној држави Вајоминг.

## Демографија
По попису из 2010. године број становника је 17.444, што је 1.64 (10,4%) становника више него 2000. године.
| Група             | 2000.          | 2010.          |
| Белци             | 14.926 (94,4%) | 16.052 (92,0%) |
| Афроамериканци    | 34 (0,2%)      | 77 (0,4%)      |
| Азијати           | 73 (0,5%)      | 153 (0,9%)     |
| Хиспаноамериканци | 417 (2,6%)     | 751 (4,3%)     |
| Укупно            | 15.804         | 17.444         |